# Vuelo 8261 de Binter Mediterráneo
El vuelo 8261 de Binter Mediterráneo fue un vuelo programado entre el Aeropuerto de Melilla y el de Málaga, ambos dentro de España, que sufrió un incidente el 29 de agosto de 2001 cerca de su destino. Era operado por un avión CASA CN-235 perteneciente a la compañía aérea española Binter Mediterráneo.

## El CN-235 como avión comercial
Aunque el CN-235, está diseñado para fines militares, en los años 80, comenzaron a utilizarse como avión comercial; aunque para tales fines, no tuvieron mucho éxito. Posiblemente, la causa de su escaso éxito la tuvo su poca capacidad de carga, que no alcanzaba los 50, pero aun así, superaba con creces en temas de seguridad.
Iberia L.A.E., compró a CASA, cuatro aviones de este modelo para rutas regionales, pero en 1992, Aerolíneas Argentinas (filial de Iberia), solicitó a Iberia, dos de estos aviones para empezar rutas regionales con su filial, Austral.

## Revisiones del aparato

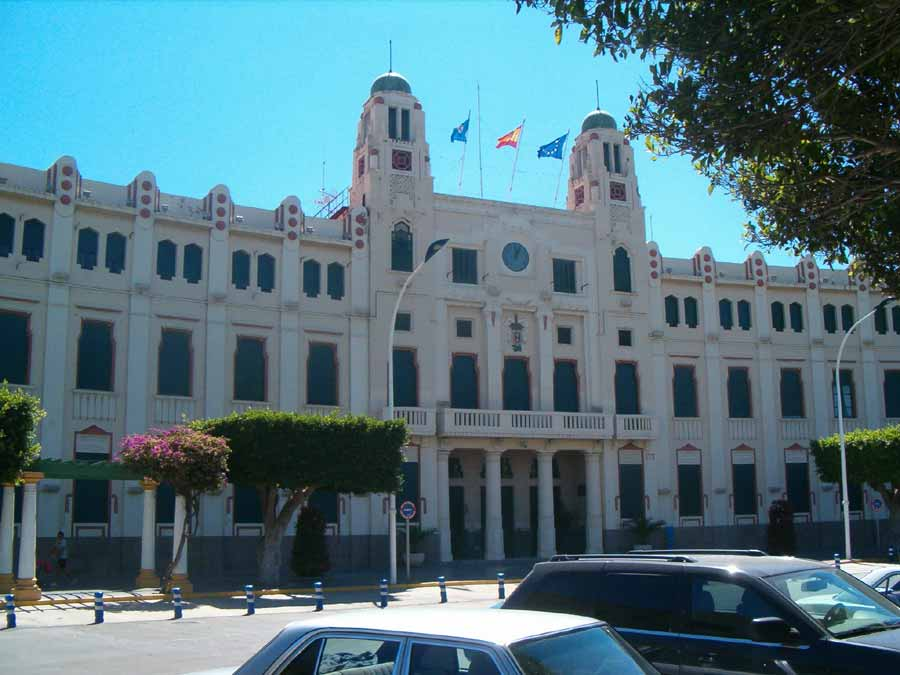
Melilla, ciudad de origen del vuelo.

Según informó Binter Mediterráneo después del accidente, el modelo se sometía, además de las establecidas, a numerosas revisiones de seguridad:
- Semanales
- Diarias
- Prevuelos

## Despegue y vuelo
El CN-235 de Binter Mediterráneo despega del aeropuerto de Melilla a las 9:37 horas del día 29 de agosto de 2001, con 47 personas a bordo (44 pasajeros y 3 de la tripulación). El vuelo transcurrió normal y sin ningún incidente, el tiempo era bueno y no hubo ningún retraso.

## Maniobra de aterrizaje

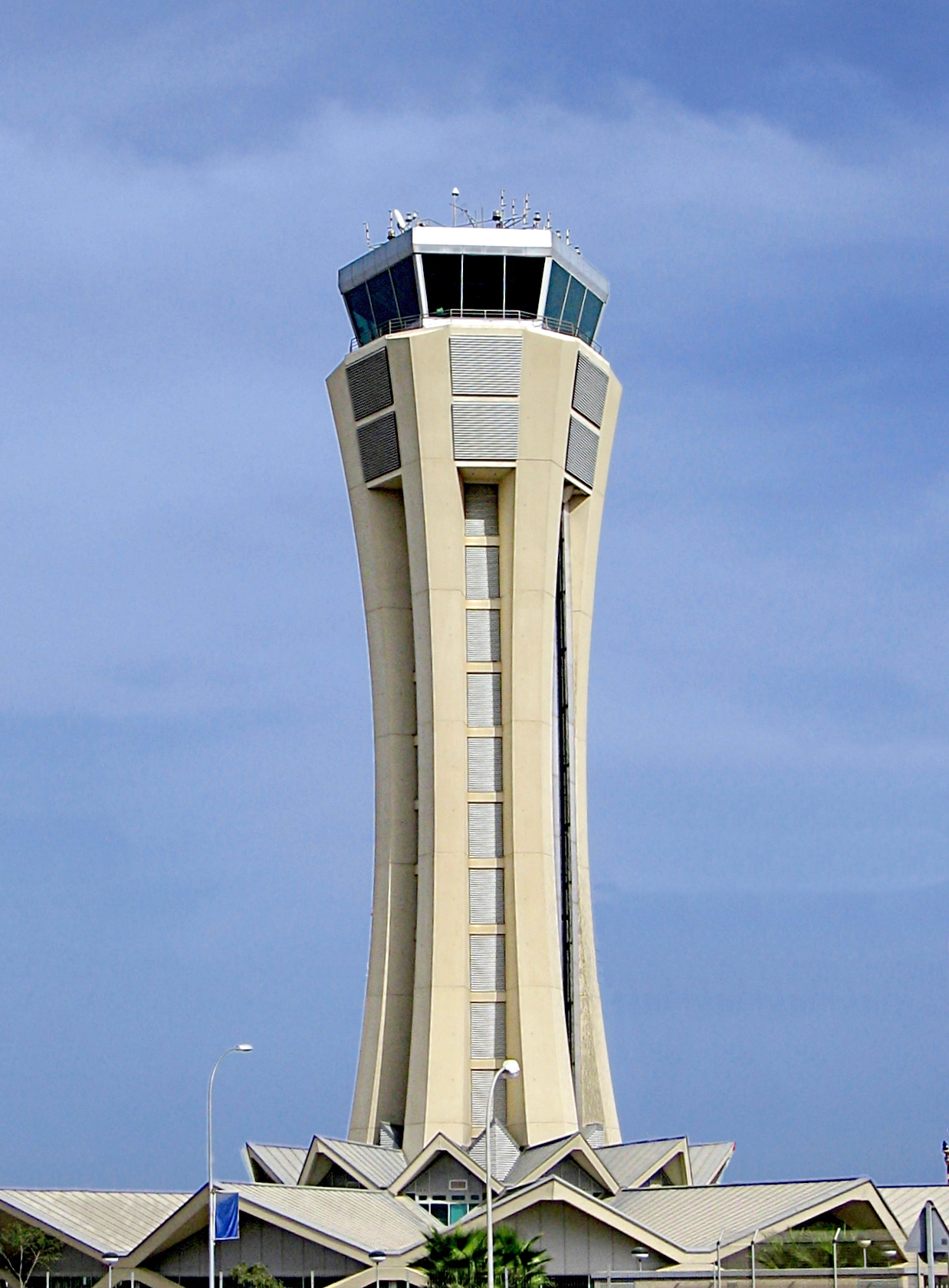
Torre de control del Aeropuerto de Málaga, aeropuerto de destino del vuelo.

Justo después de iniciar la maniobra de aterrizaje, el motor izquierdo se apaga.  El piloto comunica a los controladores aéreos del aeropuerto de Málaga que deberían de realizar un aterrizaje, pero el avión pierde altura, y se desploma a escasos metros de la cabecera de aterrizaje de emergencia. El avión sigue desplazándose hasta llegar a la carretera N-340, donde afortunadamente, no pasaba ningún coche. Según el testimonio de algunos de los pasajeros, el piloto no informó nada por la megafonía. 
Tras el impacto, fallecen tres pasajeros (Emilio Martínez Plaza, de 67 años y residente en Melilla; Mohamed Mohamed Uassani, de 46 y también de Melilla, y el francés Herve Troadec, de 41 años), y a tempranas horas de la tarde, fallece en el hospital Carlos Haya el piloto (Mariano Hernández Ruano, de 55 años).

## Causas
Se considera que la causa del accidente fue la incorrecta ejecución, por parte de la tripulación,
del procedimiento de emergencia de fuego o daño fuerte en un motor contenido
en el Manual de Operaciones en Vuelo que iba a bordo del avión, provocando
la parada consecutiva de los dos motores de la aeronave, con la consecuente pérdida
total de empuje, de modo que se impidió la progresión del vuelo.
La activación del procedimiento de emergencia se produjo como consecuencia de un
aviso de fuego en el motor izquierdo que resultó ser falso. La aparición del falso aviso
de fuego pudo estar motivada por la presencia de humedad y/o suciedad en los conectores
del circuito detector de fuego. Se considera que un factor contribuyente a que se
coincidieran esas circunstancias pudo ser la definición de labores de mantenimiento para ese
sistema en el Manual de Mantenimiento del avión, que no se ajustaban a los métodos
recomendados por el diseñador–fabricante del sistema detector de fuego en lo referente
a evitar la existencia de humedad en la instalación.
Como factores que pudieron contribuir a la actuación incorrecta de la tripulación durante
la aplicación del procedimiento de emergencia, se consideran los siguientes:
— Una falta de coordinación en las labores de pilotaje, realizadas con ausencia de criterios
de «Gestión de Recursos en Cabina».
— Un entrenamiento insuficiente para el cambio de puesto de pilotaje recibido por el
copiloto, que no incluía entrenamiento en simulador de aplicación de procedimientos
de emergencia.

## Restos del avión
Los restos del avión, fueron llevados a la fábrica de CASA en Sevilla. Tras terminar la investigación, fue desguazado, excepto la cola, que permanece expuesta en el Museo Nacional de Aeropuertos y Transporte Aéreo (Málaga).